# Hydrotaea bidentipes
Hydrotaea bidentipes este o specie de muște din genul Hydrotaea, familia Muscidae, descrisă de Xue, Wang și Du în anul 2007.
Este endemică în Tibet. Conform Catalogue of Life specia Hydrotaea bidentipes nu are subspecii cunoscute.